# Olivin
Mineral olivin je magnezijev - železov silikat s formulo (Mg,Fe)2SiO4 v kateri vsebnost magnezija in železa niha med dvema skrajnima članoma vrste : forsterit (bogat na Mg) in fajalit (bogat na Fe). Daje ime celotni grupi mineralov s podobnimi strukturami (olivinska skupina) ki vsebuje montičelit,... kirštajnit. 
V metalurgiji ga uporabljamo za livarske peske (gostota = 3,3 kg/dm³, Ttal. = 1730 °C).